# Aliette Opheim
Aliette Chrissi Opheim (* 21. Juli 1985 in Täby, Stockholms län) ist eine schwedische Schauspielerin und Model.

## Leben
Opheim wurde am 21. Juli 1985 in Täby als Tochter von Per Bergmann geboren, wo sie auch aufwuchs. Sie nahm den Nachnamen ihrer in Norwegen geborenen Großmutter an. Sie besuchte Lasse Kühlers Tanzschule und ging am Gymnasium Fryshuset zur Schule. Aufgrund ihres Engagement als Tänzerin wurde sie 2005 für die weibliche Hauptrolle im Tanzfilm Sandor slash Ida gecastet. 2015 schloss sie ihr Studium an der Academy of Music and Drama, University of Gothenburg ab und wirkte in Stücken des Teater Tribunalen mit.
Von 2014 bis 2020 war sie in der Rolle der Jonna Waldemar in der Fernsehserie Blutsbande zu sehen. Von 2015 bis 2018 stellte sie in insgesamt 18 Episoden der Fernsehserie Patriot die Rolle der Detektivin Agathe Albans dar. 2018 übernahm sie in vier Episoden der Fernsehserie Fortitude die Rolle der Elsa Schenthal. 2020 war sie in acht Episoden in der Fernsehserie Kalifat als Fatima, 2021 in ebenfalls acht Episoden in der Fernsehserie Katla als Gunhild zu sehen. 2022 wirkte sie im Actionthriller Operation Schwarze Krabbe mit.

## Filmografie (Auswahl)
- 2004: Ring kåta Clarissa (Kurzfilm)
- 2005: Sandor slash Ida
- 2007: Gangster
- 2007: Vi drar och badar (Kurzfilm)
- 2009: Playa del Sol (Fernsehserie, 2 Episoden)
- 2010: Olycksfågeln (Fernsehfilm)
- 2012: Arne Dahl: Falsche Opfer (Arne Dahl: Upp till toppen av berget, Mini-Serie, 2 Episoden)
- 2012: Der Kommissar und das Meer (Kommissarien och havet, Fernsehserie, Episode 1x11)
- 2013: Sommarstället
- 2013: Snabba Cash – Livet deluxe
- 2014: Ettor & nollor (Mini-Serie, 2 Episoden)
- 2014: Tillbaka till Bromma
- 2014–2020: Blutsbande (Fernsehserie, 27 Episoden)
- 2015: 100 Code (The Hundred Code, Fernsehserie, 2 Episoden)
- 2015: Johan Falk: Tyst diplomati
- 2015: Johan Falk: Blodsdiamanter
- 2015: Johan Falk: Lockdown
- 2015: Johan Falk: Slutet
- 2015: Det vita folket
- 2015–2018: Patriot (Fernsehserie, 18 Episoden)
- 2016: Black Lake (Svartsjön, Fernsehserie, 8 Episoden)
- 2017: Vilken jävla cirkus
- 2017: Hassel (Fernsehserie, 10 Episoden)
- 2018: Ensamma i rymden
- 2018: Fortitude (Fernsehserie, 4 Episoden)
- 2020: Alba (Kurzfilm)
- 2020: Kalifat (Fernsehserie, 8 Episoden)
- 2020: Björnstad (Fernsehserie, 5 Episoden)
- 2021: Katla (Fernsehserie, 8 Episoden)
- 2021: Zebrarummet (Fernsehserie, 8 Episoden)
- 2021–2025: Knutby (Fernsehserie, 12 Episoden)
- 2022: The Dark Heart (Fernsehserie, Episode 1x01)
- 2022: Operation Schwarze Krabbe (Svart krabba)
- 2022: Mörkt Hjärta (Fernsehserie, 5 Episoden)
- 2023: Exit (Fernsehserie, 3 Episoden)